# スロバキア共和国軍
スロバキア共和国軍（スロバキアきょうわこくぐん、スロバキア語: Ozbrojené Sily Slovenskej Republiky）は、スロバキア共和国の軍事力、軍事組織である。2004年にはNATOに加盟している。前身はチェコスロバキア軍。

## 組織構成
- 陸軍 - 即応機械化2個旅団構成
- 空軍 - 1個戦闘航空団、1個多用途ヘリコプター航空団、1個対空旅団
- 訓練支援部隊 - ブラチスラヴァ首都守備隊や様々な兵站、通信、情報基地も同じくNSE - 国家支援小隊（多機能大隊、輸送大隊、修理大隊）に含まれる。
- 参謀部直轄部隊 - 第5特殊部隊連隊

## 装備
個人用装備
- CZ 82 - 2010年代までの主力軍用拳銃[3]。
- CZ 75 - 第5特殊任務連隊と憲兵隊が装備[3]。
- グロック17 - 第5特殊任務連隊と憲兵隊が装備[3]。
- CZ P-09 - CZ 82の後継として8400挺を導入[3]。
- Vz 58
- M16
- グランドパワー M4A1[4]
- H&K G36
- H&K HK416
- H&K HK417
- ミニミ軽機関銃
- Vz 61
- H&K MP5
- H&K UMP
- Vz 59
- ドラグノフ狙撃銃
- K100
- L96A1
- 9K11 マリュートカ[5]
- 9K111-1 ファゴット[5]
- 9K310 イグラ-1[5]
- カールグスタフ[5]
- AGS-17
- RPG-75

### 陸軍
主力戦車
- T-72M ×30両[5]

#### 装甲偵察車両
- BPsV1 ×18両[5]

#### 歩兵戦闘車
- BMP-1 ×108両[5]
- BMP-2 ×91両[5]
- BVP-M ×17両[5]

装甲兵員輸送車
- OT-90 ×72両[5]
- OT-64 ×7両[5]
- タトラパン 6x6 ×15両[5]
- イヴェコ LMV[5]
- RG-32M ×7両以上[5]

#### 対戦車車両
- 9P148[5]

#### 火砲
- M77 ダナ 155mm自走榴弾砲 ×3両[5]
- M-2000 ズザナ 155mm自走榴弾砲 ×16両[5]
- ズザナ-2 155mm自走榴弾砲 ×11両[5]
- RM-70 自走多連装ロケット発射機 ×4両[5]
- RM-70/85 自走多連装ロケット発射機 ×26両[5]

#### 車両
軍用トラック
- AKTIS
- Tatra 815
- Praga V3S

軽不整地車両
- ランドローバー・ディフェンダー
- UAZ-469
- 日産・フロンティア、日産・パスファインダー
- メルセデス・ベンツ・Gクラス
- ハンヴィー

軽量地雷除去装置
- Božena 4
- Božena 3
- BELARTY UOS 155
- SVO self-propelled mine-clearing charges launching system

架橋車両
- AM-50[5]
- MT-55A[5]

水陸両用車両
- PTS
- BRDM-2
- OT-64

軍用装備救急車
- AMB-S
- フォルクスワーゲン・トランスポーター
- メルセデス・ベンツ・Gクラス

回収車
- VT-72B[5]
- VT-55A[5]
- WPT-TOPAS[5]

### 空軍

#### 固定翼機
- F-16C ブロック70 ×12機（2機が納入済。残る10機は2025年末までに納入予定）[6]
- F-16D ブロック70 ×2機（未納入。2025年末までに納入予定）[6]
- C-27J スパルタン ×2機[5]
- L-410FG ターボレット ×1機[5]
- L-410T ターボレット ×2機[5]
- L-410UVP ターボレット ×4機（保管中）[5]
- L-39CM アルバトロス ×6機[5]
- L-39ZAM アルバトロス ×2機（さらに1機が保管中）[5]

#### 回転翼機
- Mi-24D ハインドD ×5機（保管中）[5]
- Mi-24V ハインドE ×10機（保管中）[5]

- Mi-17 ヒップH ×13機[5]
- UH-60M ブラックホーク ×9機[5] - 2019年時点では非武装[7]。

#### 対空兵器
- 2K12 クーブ[5]
- MANTIS ×2システム[8]

#### 搭載装備
- R-60 空対空ミサイル[5]
- R-73 空対空ミサイル[5]
- R-27R 空対空ミサイル[5]

#### 退役
- MiG-29AS フルクラム ×9機 (2022年時点の運用数)[5] - 2022年末に退役し、ウクライナに寄贈された[9]。
- MiG-29UBS フルクラム ×2機 (2022年時点の運用数)[5] - 2022年末に退役し、ウクライナに寄贈された[9]。

### 今後の見通し
- 2022年、ロシアのウクライナ侵攻に伴い、スロバキア軍は保有していた装甲兵員輸送車 BMP-1をウクライナ軍に供給する代わりに、ドイツ連邦軍が保管していた戦車 レオパルド2A4を受領する取り決めがなされた[10]。

## 特殊部隊

### 第5特殊部隊連隊
スロバキア初の対テロ特殊部隊である。軍参謀部直属の部隊であるが運用偵察局の所属となる。

### 国家麻薬対策局特殊任務部隊（NADSTF）
NADSTFは非常に危険な犯罪者の逮捕や犯罪を犯す前に行動することで重要な目撃者を保護したり、範囲の特定したりすることで、暴力団の追跡を含む任務を行う。NADSTFの作戦はスロバキア内務省の下で行われる。

## 任務
スロバキア軍は198人の軍人を国連平和維持活動として世界中に展開させている。スロバキアは2010年末までに約500人をアフガニスタンに多く派遣している。スロバキア軍はアフガニスタン南部に展開していた。スロバキアは2002年には著しくボスニアでのKFORや平和安定化部隊に参加している。その後、すぐさまスロバキア軍はアフガニスタンでのNATO作戦指揮を優先するため撤退する。またおよそ20人がコソボでの情報収集のため残る。1993年のスロバキア独立以来、2008年までに53人の職業軍人が国連の国際貢献で殉職している。